# WrestleMania 31
WrestleMania 31 foi o 31º evento anual de luta profissional pay-per-view e transmissão ao vivo da WrestleMania produzido pela WWE. Aconteceu em 29 de março de 2015, no Levi's Stadium, na cidade de Santa Clara, Califórnia, na área da baía de São Francisco. Nove lutas foram disputadas no evento, incluindo duas lutas no pré-show.
No evento principal, Seth Rollins descontou seu contrato Money in the Bank enquanto a luta agendada entre o atual campeão Brock Lesnar e Roman Reigns estava em andamento, e venceu a luta de trios improvisada resultante para capturar o Campeonato Mundial dos Pesos Pesados da WWE. Na eliminatória, The Undertaker (em sua primeira aparição na tela desde o evento do ano anterior) derrotou Bray Wyatt e John Cena derrotou Rusev para ganhar o Campeonato dos Estados Unidos. O evento também foi marcado pela luta de estreia de Sting na WWE, bem como por sua única luta na WrestleMania, na qual foi derrotado por Triple H.
Apesar das críticas por sua construção e críticas retrospectivas pelas decisões de reserva, WrestleMania 31 recebeu críticas altamente positivas de fãs e críticos; alguns críticos a chamaram de uma das maiores WrestleManias de todos os tempos. Os elogios incidiram sobre a qualidade da grande maioria dos combates, o encerramento do evento principal, e a falta de combates considerados “filler”, enquanto o combate de duplas feminino foi alvo desta mesma crítica. As críticas retrospectivas se concentraram na vitória de Triple H sobre Sting, que foi vista como uma ode desnecessária à vitória da WWE no Monday Night Wars. A WWE relatou que o show foi o evento da WWE de maior bilheteria de todos os tempos, gerando uma receita de $ 12,6 milhões. A empresa também reivindicou um número de atendimento de 76.976. Esta também foi a primeira WrestleMania a incorporar o logotipo atual da WWE que foi originalmente usado para a WWE Network.

## Produção

### Introdução
A WrestleMania é considerada o principal evento pay-per-view (PPV) e WWE Network da WWE, tendo sido realizado pela primeira vez durante a WrestleMania I. Bruno Mars o apresentou. É o evento de luta livre profissional mais antigo da história e é realizado anualmente entre meados de março e meados de abril. Foi o primeiro dos quatro pay-per-views originais da WWE, que inclui Royal Rumble, SummerSlam e Survivor Series, conhecidos como "Quatros Grandes". O evento foi descrito como o Super Bowl do entretenimento esportivo. A WrestleMania 31 estava programada para ser realizada em 29 de março de 2015, no Levi's Stadium, na cidade de Santa Clara, Califórnia, na área da baía de São Francisco. Foi o primeiro evento da WrestleMania a ser realizado na área da baía de São Francisco, o sexto a ser realizado no estado da Califórnia (depois de 2, VII, XII, 2000 e 21) e o sexto a ser realizado em um local ao ar livre (após IX, XXIV, XXVI, XXVIII e 29).
O logotipo do evento incluía um botão vermelho "play". De acordo com um artigo do San Jose Mercury News, Vince McMahon explicou que o botão play destacou a proeza técnica do Vale do Silício. Duas músicas foram tema do evento. O tema principal foi "Rise" de David Guetta com Skylar Grey, enquanto o tema secundário foi "Money and the Power" de Kid Ink. O evento incluiu apresentações musicais ao vivo de Skylar Grey, Kid Ink, Travis Barker e Aloe Blacc. O vencedor do Grammy, LL Cool J, apareceu no vídeo de abertura do evento.
Os Pacotes de Viagem para o evento começaram a ser vendidos em 29 de setembro com o exclusivo Pacote de Viagem California Dreamin' variando de US$ 5.500. O VIP Package, Platinum Premium Package, Gold Package e Silver Package estavam disponíveis em 6 de outubro com preços a partir de $ 3.250, $ 1.650, $ 1.150 e $ 900, respectivamente, incluindo ingressos para WrestleMania, acomodação em hotel, passagem aérea e outras atividades através do WrestleMania Axxess. Os ingressos individuais foram colocados à venda em 15 de novembro, variando de US$ 35 a US$ 1.000.

### Rivalidades
O card consistia em 12 lutas, incluindo duas no pré-show, que resultaram de histórias roteirizadas, onde os lutadores retratavam vilões, heróis ou personagens menos distinguíveis em eventos roteirizados que criavam tensão e culminavam em uma luta livre ou uma série de lutas, com resultados predeterminados pelos escritores da WWE. As histórias entre os personagens se desenrolaram nos principais programas de televisão da WWE, Raw e SmackDown.

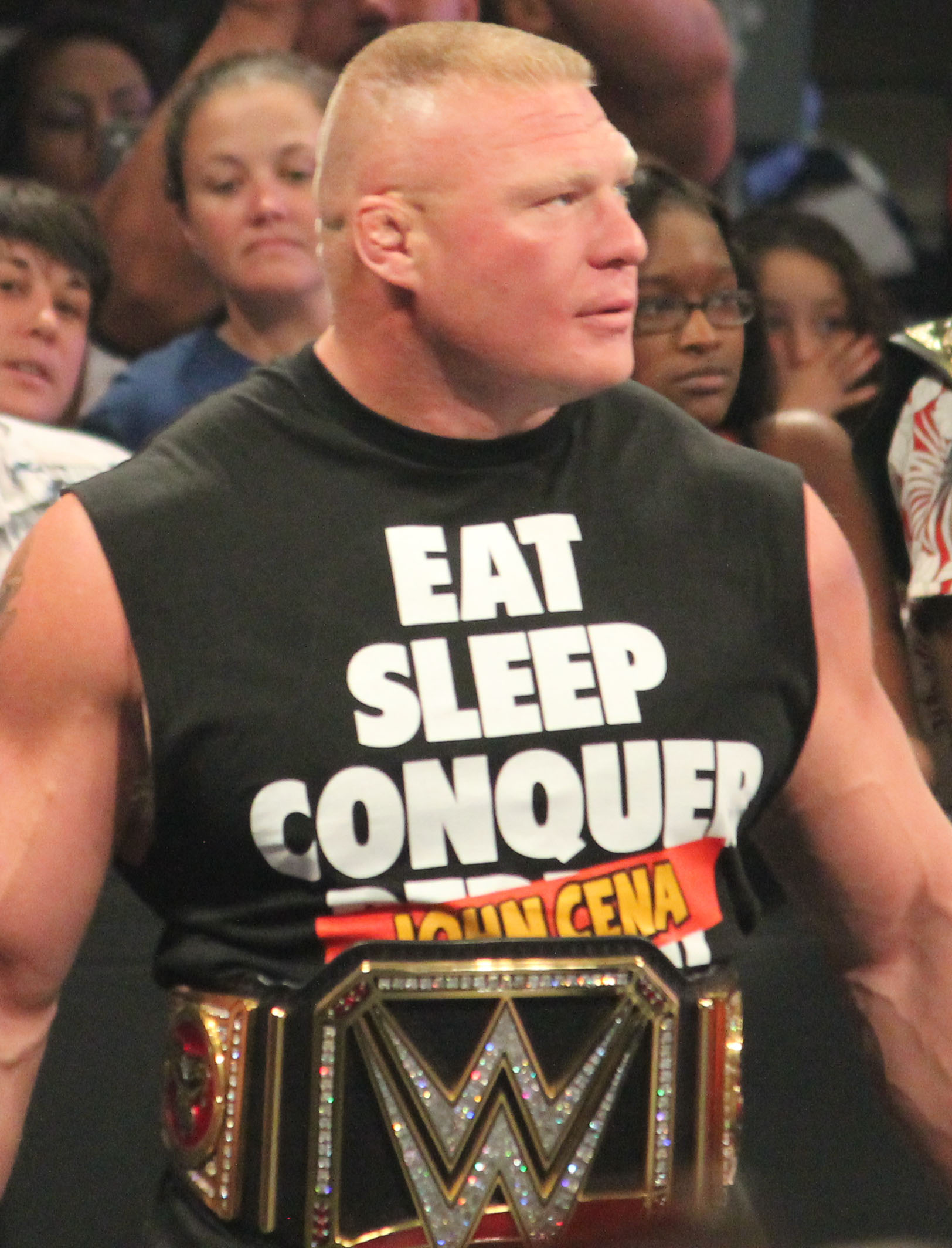
Brock Lesnar defendeu o Campeonato Mundial dos Pesos-Pesados da WWE no evento principal contra Roman Reigns.

No Royal Rumble, Brock Lesnar defendeu com sucesso seu Campeonato Mundial dos Pesos Pesados da WWE contra John Cena e Seth Rollins em uma luta de trios. Rollins também era o titular da pasta Money in the Bank, garantindo-lhe uma futura disputa pelo título no momento de sua escolha. Enquanto isso, a luta Royal Rumble de 2015 foi vencida por Roman Reigns, garantindo a ele uma luta no evento principal pelo título de Lesnar na WrestleMania, mas também uma recepção ruim de quase todos os fãs da WWE, ainda maior que o vencedor do último Royal Rumble, Batista. No episódio do Raw de 2 de fevereiro, devido a essa atmosfera desconfortável, Reigns concordou em colocar seu desafio nº 1 em jogo em uma luta no Fastlane. No final da noite, Daniel Bryan (o maior favorito dos fãs a vencer o Royal Rumble e enfrentar Lesnar por seu título na WrestleMania) derrotou Rollins para enfrentar Reigns no evento. Mas em Fastlane, Reigns derrotou Bryan para garantir sua chance pelo título contra Lesnar na WrestleMania, enfurecendo ainda mais quase todos os fãs da WWE. Reigns teve apenas duas interações face a face com Lesnar antes da WrestleMania, com sua luta pelo título descrita como "sendo construída sobre se ele é ou não digno de estar na luta em primeiro lugar". Reigns também foi descrito como "não tendo experimentado nenhuma adversidade em sua jornada", já que "conversou com (o empresário de Lesnar) Paul Heyman uma semana, pegou uma camisa e depois jogou cabo de guerra" com Lesnar (uma referência à final em confronto entre Lesnar e Reigns no ringue no episódio de 23 de março do Raw, no qual os dois lutaram pelo cinturão do Campeonato Mundial dos Pesos Pesados da WWE. Foi reconhecido no enredo que o contrato de Lesnar estava definido para expirar não muito depois da WrestleMania, mas menos de uma semana antes do evento, em meio a especulações de que ele voltaria ao UFC, Lesnar assinou um novo contrato com a WWE e se aposentou do MMA.
No Raw de 2 de março, Paige derrotou a Campeã das Divas Nikki Bella por desqualificação em uma luta pelo título após Brie Bella atacar Paige; portanto, Nikki manteve o título. Brie e Nikki então continuaram a atacar Paige no ringue até que AJ Lee voltou da lesão e salvou Paige. No episódio de 5 de março do SmackDown, AJ derrotou Brie depois que Paige impediu Nikki de interferir na luta. Em 9 de março, AJ e Paige enfrentariam The Bellas na WrestleMania.

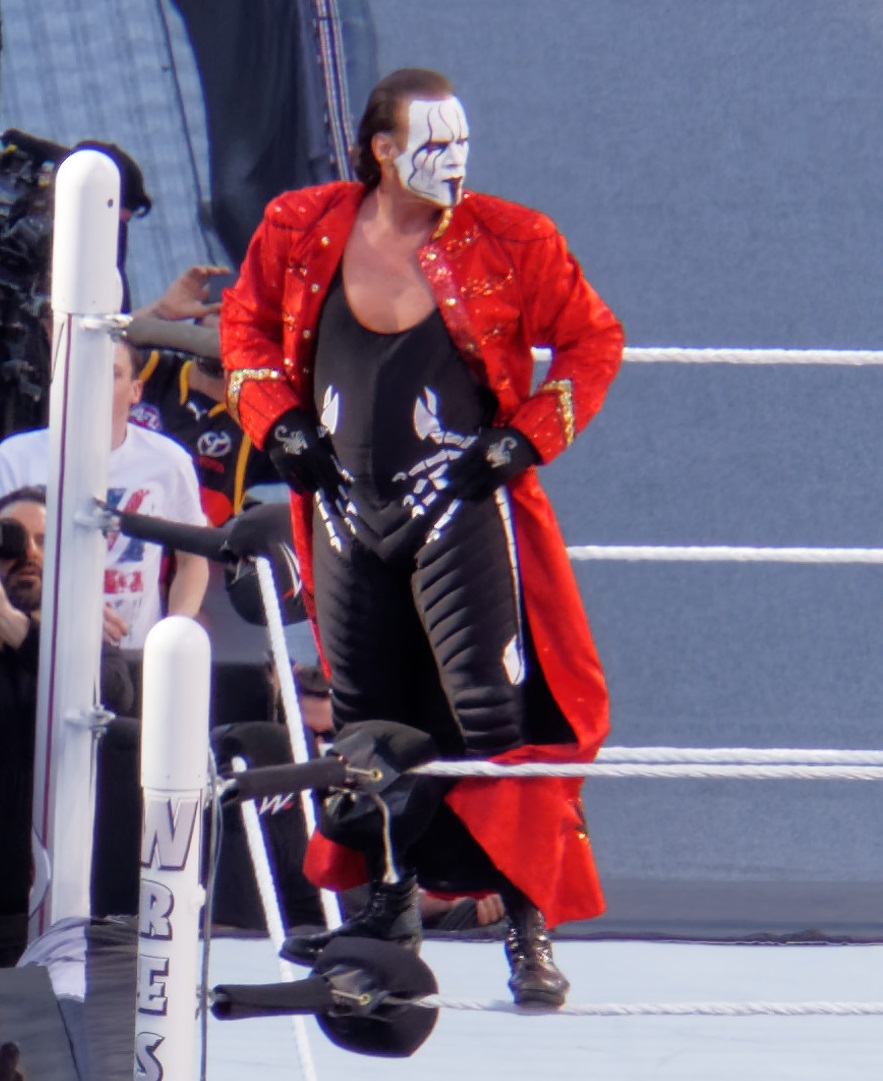
A luta de estreia de Sting na WWE resultou em uma derrota para Triple H.

No Survivor Series, Sting fez sua primeira aparição na WWE na luta de eliminação do Survivor Series do evento principal, atacando Triple H e ajudando Dolph Ziggler a imobilizar Seth Rollins, dando a vitória ao Time Cena e fazendo com que The Authority ficasse sem poder, o que era uma estipulação secundária da luta. No episódio do Raw de 19 de janeiro, Sting fez sua estreia no Raw, aparecendo nos bastidores durante o evento principal, uma luta de handicap 3 contra 1 entre Cena e o time de Big Show, Kane e Rollins. As luzes da arena escureceram quando Sting entrou no palco e fez um gesto para The Authority ao lado do ringue. A distração permitiu a Cena imobilizar Rollins para a vitória, o que restabeleceu os cargos dos recentemente (kayfabe) demitidos Ziggler, Ryback e Erick Rowan. Em 26 de janeiro, Triple H desafiou Sting para um confronto "cara a cara" em Fastlane. No episódio de 9 de fevereiro do Raw, Triple H novamente chamou Sting para aceitar seu desafio. As luzes se apagaram e um grupo de imitadores de Sting apareceu ao redor da arena e dentro do ringue, iluminados por holofotes, enquanto uma mensagem de vídeo de Sting aceitando o desafio de Triple H era tocada no TitanTron. No Fastlane, os dois brigaram até que Sting assumiu o controle de Triple H. Sting então apontou para a placa da WrestleMania nas vigas com seu taco de beisebol característico, lançando um desafio, que Triple H aceitou. Mais tarde naquela noite, a luta foi confirmada.
No episódio de 23 de fevereiro do Raw, uma segunda André the Giant Memorial Battle Royal anual foi agendada para a WrestleMania. No mês seguinte, The Miz, Curtis Axel, Ryback, Fandango, Adam Rose, Zack Ryder, Jack Swagger, Titus O'Neil, Darren Young, Big Show, Kane, Erick Rowan, Sin Cara, Damien Mizdow, Goldust, Heath Slater, Mark Henry e The Ascension foram anunciados como participantes. Em 26 de março, a luta foi marcada para o pré-show do Kickoff. No mesmo dia, Hideo Itami venceu um torneio NXT na WrestleMania Axxess para ganhar uma vaga na luta.
Em 26 de fevereiro, o Campeão Intercontinental Bad News Barrett estava escalado para defender seu título em uma luta multi-man no evento, na qual uma história foi criada quando vários desafiantes roubaram o título, alegando que o venceram. Entre o episódio de 2 de março do Raw e o episódio de 12 de março do SmackDown, R-Truth, Dean Ambrose, Luke Harper, Dolph Ziggler, Stardust e Daniel Bryan foram adicionados a luta.

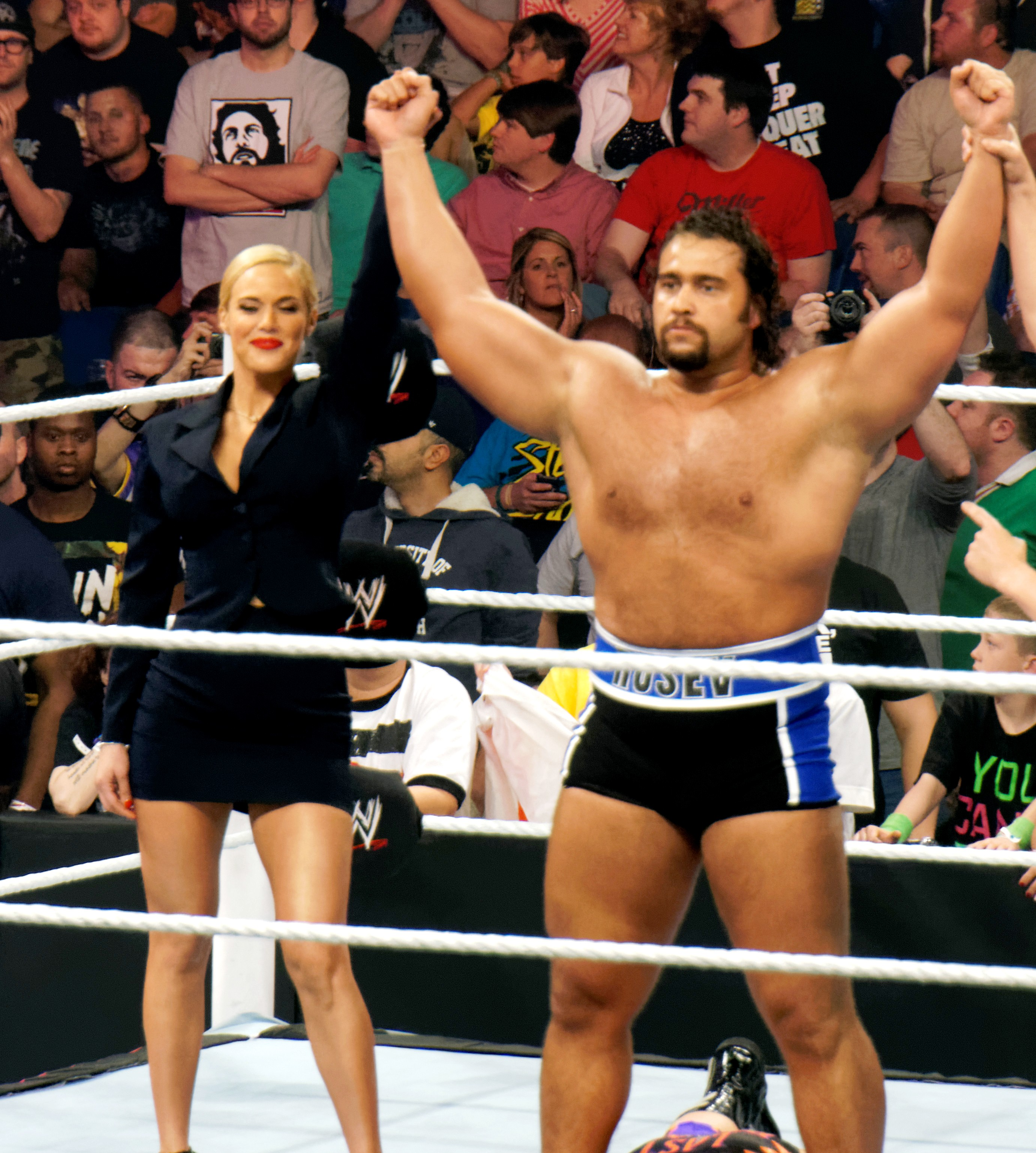
Em sua estreia na WrestleMania, Rusev perdeu o Campeonato dos Estados Unidos para John Cena em sua primeira derrota por pinfall desde que estreou no plantel principal da WWE no ano anterior.

No Fastlane, Rusev derrotou John Cena para reter o Campeonato dos Estados Unidos após acertar Cena com um golpe baixo (enquanto o árbitro estava distraído com Lana) e fazê-lo desmaiar para o golpe de finalização Accolade. Nas semanas seguintes, Cena desafiou Rusev para uma revanche, mas Rusev recusou. No episódio do Raw de 2 de março, Stephanie McMahon decretou que Cena não iria competir na WrestleMania a menos que Rusev concordasse com uma luta. No episódio do Raw de 9 de março, após Rusev derrotar Curtis Axel, Rusev fez vários comentários insultuosos aos Estados Unidos, atraindo a ira de Cena. Após os insultos, Cena entrou no ringue e colocou Rusev na finalização do STF até que Rusev desmaiasse. Cena então pegou uma garrafa de água, usou para reviver Rusev e o colocou no STF novamente. Embora Rusev tenha finalizado, Cena se recusou a quebrar a espera até que Lana concedesse a Cena uma revanche pelo título na WrestleMania em nome de Rusev.

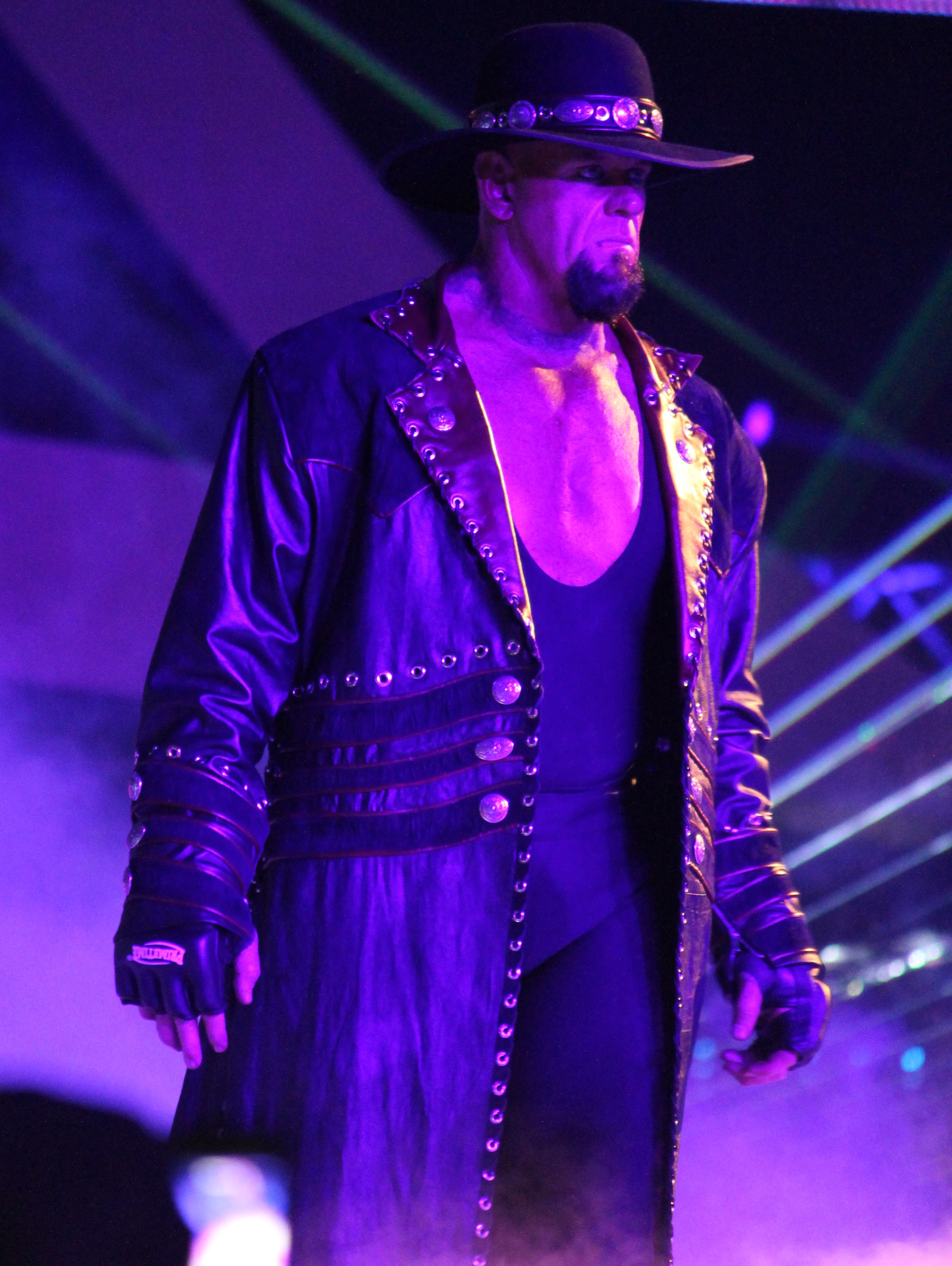
The Undertaker lutou contra Bray Wyatt na WrestleMania em sua primeira aparição desde a derrota para Brock Lesnar no evento do ano anterior

No Fastlane, Bray Wyatt desafiou The Undertaker para uma luta na WrestleMania depois de enviar mensagens para o Undertaker semanas antes. No episódio do Raw de 9 de março, The Undertaker aceitou o desafio de Wyatt para uma luta no evento.
No episódio do Raw de 20 de outubro, os membros do The Authority Randy Orton, Kane e Seth Rollins derrotaram Cena e Ambrose em uma luta de rua de handicap 3 contra 2. Imediatamente após o combate, Rollins aplicou um Curb Stomp em Orton após a discórdia entre os dois. No episódio de 27 de outubro do Raw, Orton aplicou RKO em Rollins, desafiando diretamente as ordens da Autoridade. No episódio do Raw de 3 de novembro, após aumentar a frustração, Orton atacou Rollins durante sua luta pelo Campeonato Intercontinental contra Ziggler. Orton então exigiu uma luta com Rollins para resolver a disputa, o que Triple H concedeu para manter Orton do lado da Autoridade. Rollins venceu a luta , e Orton então atacou o Authority antes de Rollins Curb Stomped nele, causando uma lesão (kayfabe) que forçou Orton a perder vários meses de competição. No Fastlane, Orton voltou para a WWE e atacou The Authority. Nas semanas seguintes, Orton provocou uma aliança renovada com The Authority, antes de atacar Rollins após uma luta de handicap contra Reigns. No episódio de 12 de março do SmackDown, Orton desafiou Rollins para uma luta na WrestleMania. No episódio do Raw de 16 de março, Rollins aceitou o desafio.
No Fastlane, Tyson Kidd e Cesaro derrotaram The Usos para ganhar o Campeonato de Duplas da WWE. Em 23 de março, os novos campeões deveriam defender seus títulos contra Los Matadores, The New Day e The Usos em uma luta fatal four-way de duplas no pré-show da WrestleMania 31.

## Evento
| Papel:                    | Nome:                    |
| ------------------------- | ------------------------ |
| Comentaristas em inglês   | Michael Cole             |
| Comentaristas em inglês   | Jerry Lawler             |
| Comentaristas em inglês   | John "Bradshaw" Layfield |
| Comentaristas em espanhol | Carlos Cabrera           |
| Comentaristas em espanhol | Marcelo Rodriguez        |
| Entrevistadores           | Tom Phillips             |
| Anunciadores de ringue    | Lillian Garcia           |
| Anunciadores de ringue    | Eden Stiles              |
| Árbitros                  | Mike Chioda              |
| Árbitros                  | John Cone                |
| Árbitros                  | Charles Robinson         |
| Árbitros                  | Rudy Charles             |
| Árbitros                  | Darrick Moore            |
| Árbitros                  | Ryan Tran                |
| Árbitros                  | Chad Patton              |
| Painel de pré-show        | Renee Young              |
| Painel de pré-show        | Booker T                 |
| Painel de pré-show        | Corey Graves             |
| Painel de pré-show        | Byron Saxton             |

### Apresentadores

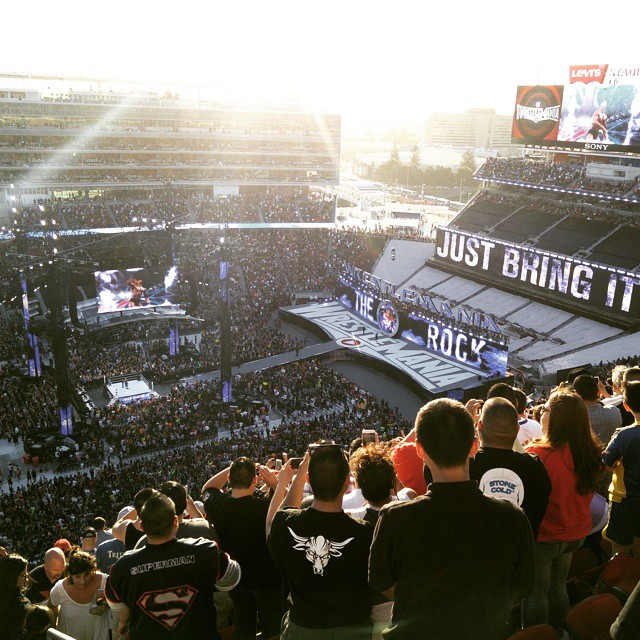
Set da WrestleMania 31 durante a entrada de The Rock.

O WrestleMania 31 Kickoff foi apresentado por Renee Young, com Booker T, Corey Graves e Byron Saxton como analistas, enquanto Tom Phillips e Lita atuaram como correspondentes de mídia social. Os comentaristas ingleses do evento foram Michael Cole, Jerry Lawler e John "Bradshaw" Layfield. Comentaristas espanhóis, alemães, franceses e italianos também convocaram as partidas ao lado do ringue. Lilian Garcia e Eden Stiles atuaram como locutores do ringue.

### Celebridades
Como é tradição, a WrestleMania contou com inúmeras aparições de celebridades convidadas - como a apresentadora Maria Menounos do E! News, que atuou como entrevistadora nos bastidores. A transmissão pay-per-view foi aberta por Aloe Blacc interpretando "America the Beautiful". O evento teve outra apresentação musical com Skylar Grey, Travis Barker e Kid Ink apresentando um medley das duas canções-tema da WrestleMania 31 - "Rise" e "Money and the Power". Arnold Schwarzenegger também foi apresentado no evento, primeiro como parte da grande entrada temática do Terminator Genisys de Triple H, e mais tarde sendo reconhecido como parte da classe do Hall da Fama da WWE de 2015 como uma celebridade induzida.

### Pre-show
Duas lutas foram disputadas no pré-show da WrestleMania. A primeira foi uma luta de duplas fatal four-way pelo Campeonato de Duplas da WWE entre os campeões Tyson Kidd e Cesaro (com Natalya), The New Day (Kofi Kingston e Big E) (com Xavier Woods), Los Matadores (Diego e Fernando) (com El Torito) e The Usos (Jey e Jimmy Uso) (com Naomi). Kidd e Cesaro mantiveram seus títulos depois que Big E sofreu um Samoan splash de Jimmy Uso, seguido por Cesaro jogando Uso para fora do ringue e marcando a imobilização. Também digno de nota, Jey Uso sofreria uma lesão no ombro durante a partida, deixando-o fora de ação por vários meses.
A segunda partida pré-show foi o segundo Andre the Giant Memorial Battle Royal anual. Big Show venceu a competição de 30 homens eliminando Damien Mizdow por último depois que Mizdow traiu e eliminou seu parceiro de duplas, The Miz.

### Lutas preliminares
O pay-per-view real começou com a luta de sete homens pelo Campeonato Intercontinental, onde o campeão Bad News Barrett defendeu o título contra Daniel Bryan, R-Truth, Dean Ambrose, Luke Harper, Dolph Ziggler e Stardust. Bryan venceu a luta depois que ele e Ziggler trocaram cabeçadas no topo da escada, fazendo com que Ziggler caísse para trás e permitindo que Bryan conquistasse seu primeiro Campeonato Intercontinental.
Em seguida, Seth Rollins enfrentou Randy Orton. Durante o combate, os dois homens chutaram seus finalizadores. Orton acabou vencendo a luta após um segundo "RKO", que recebeu elevação adicional quando Orton rebateu o "Curb Stomp" de Rollins, impulsionando Rollins no ar.

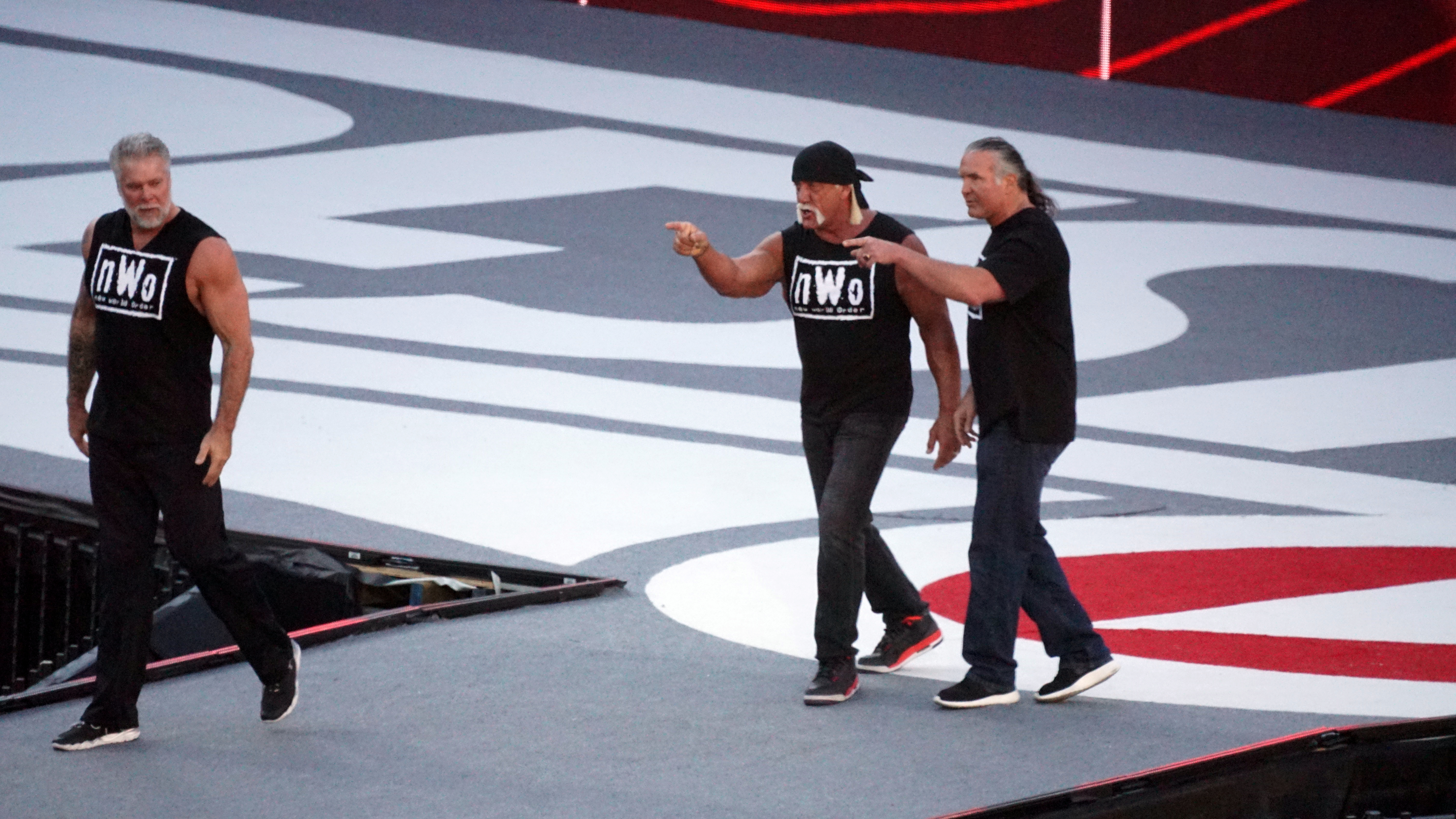
Os membros da nWo Kevin Nash (esquerda), Hulk Hogan (centro) e Scott Hall (direita) indo para o ringue

Depois disso, Sting e Triple H competiram em uma luta sem desqualificação. Esta foi a primeira luta oficial de Sting na WWE. No meio da luta, Sting travou Triple H em seu domínio Scorpion Death Lock, o que levou os aliados D-Generation X (DX) de Triple H a entrar no ringue e tentar interferir na luta. Sting derrubou Billy Gunn, Road Dogg e X-Pac, rebateu o Pedigree de Triple H e o jogou para fora, e então se lançou da corda superior sobre os quatro homens. Triple H então executou um Pedigree em Sting para uma quase queda e recuperou uma marreta de debaixo do ringue, o que levou os três membros originais da New World Order (nWo) (Hulk Hogan, Kevin Nash e Scott Hall) a interferir em nome de Sting. Os membros da nWo eliminaram DX e Sting derrubou Triple H com seu Scorpion Death Drop para uma quase queda. Sting então travou Triple H em outro Scorpion Death Lock. Triple H tentou agarrar sua marreta, mas Hogan puxou-a para fora de seu alcance, causando outra briga entre as duas facções enquanto Triple H ainda estava preso na finalização de Sting. Shawn Michaels então apareceu e executou Sweet Chin Music em Sting. Triple H foi para imobilizar Sting apenas para Sting chutar. Triple H pegou sua marreta de Gunn, enquanto Hall jogou um taco de beisebol para Sting. Um impasse se seguiu entre Triple H e Sting enquanto ambos seguravam armas. Sting atingiu Triple H no estômago com seu bastão e acertou a marreta de Triple H, que se partiu ao meio. Sting então prendeu Triple H no canto e acertou seu Stinger Splash. Quando Sting tentou outro Stinger Splash, no entanto, Triple H atingiu Sting com a marreta para vencer o combate. Após a luta, Triple H e Sting apertaram as mãos no ringue enquanto a equipe de comentários especulava que a rivalidade entre a WWE e a WCW havia finalmente acabado.
Daniel Bryan foi então entrevistado nos bastidores por Maria Menounos a respeito de sua vitória no Campeonato Intercontinental, e foi acompanhado na comemoração pelos ex-Campeões Intercontinentais Pat Patterson, "Rowdy" Roddy Piper, Ricky "The Dragon" Steamboat, Ric Flair e Bret Hart, que parabenizaram Bryan realizando "Sim!" cantam juntos até Ron Simmons acabar com a celebração com seu bordão Damn!.
Na quarta luta, The Bella Twins (Brie Bella e Nikki Bella) enfrentaram AJ Lee e Paige. Paige e Nikki começaram a luta. A maior parte da luta viu as Bellas isolando Paige e impedindo-a de marcar Lee - que as Bellas frequentemente derrubavam o avental do ringue no chão - até que Paige deu uma cambalhota plancha para ambas as Bellas do lado de fora. Paige finalmente marcou Lee, que aplicou seu golpe de "Black Widow" em Nikki, mas Brie salvou sua irmã da derrota. Paige então correu com um big boot em Brie, mas logo foi empurrada para fora do ringue. Brie tropeçou em Lee enquanto ela fugia das cordas, permitindo que Nikki executasse um Forearm Smash nela para uma quase queda. No clímax, Paige jogou Brie nos degraus do ringue, permitindo que Lee aplicasse a "Black Widow" em Nikki, que finalizou.
Após a luta, a classe do Hall da Fama de 2015 foi introduzida; The Bushwhackers, Larry Zbysko, Alundra Blayze, Tatsumi Fujinami, Rikishi, Arnold Schwarzenegger e Kevin Nash foram apresentados à multidão, enquanto os homenageados póstumos "Macho Man" Randy Savage e Connor "The Crusher" Michalek foram representados por membros da família.

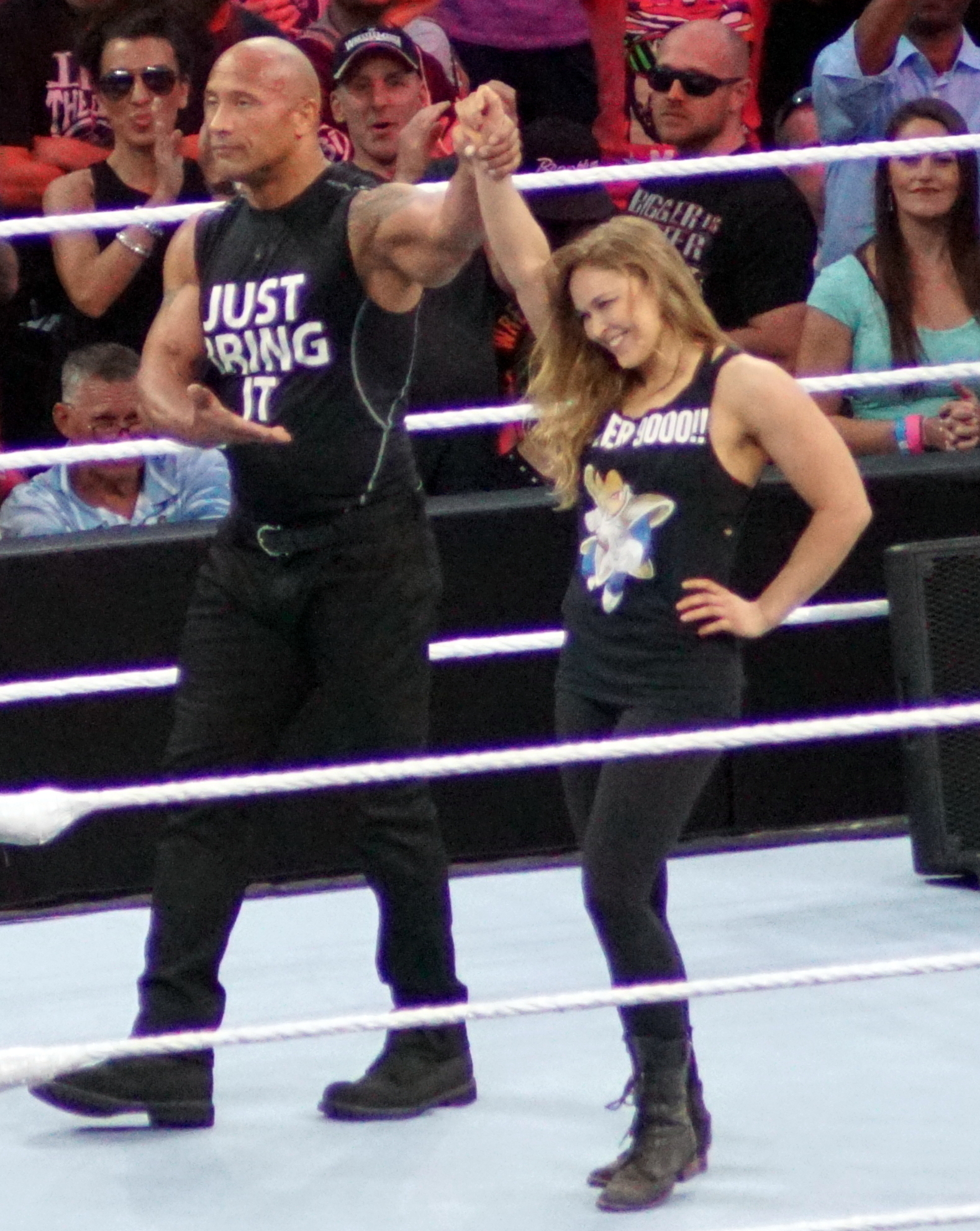
The Rock (à esquerda) comemorando com Ronda Rousey (à direita) após confronto com Stephanie McMahon e Triple H.

Depois disso, o Campeão dos Estados Unidos Rusev (acompanhado de sua empresária Lana) defendeu seu título contra John Cena. Rusev dominou a maior parte da luta e dominou Cena o tempo todo, mas Cena conseguiu se recuperar. O final da luta veio quando Lana subiu no avental do ringue e foi acidentalmente derrubada por Rusev, que então sofreu um "Attitude Adjustment" para a imobilização de Cena e o título. Esta foi a primeira derrota por pinfall de Rusev na WWE desde que estreou no plantel principal em abril de 2014.
No próximo segmento, The Authority (Triple H e Stephanie McMahon) anunciou que a WrestleMania havia estabelecido um novo recorde de público no Levi's Stadium de 76.976 e começou a se gabar de suas realizações e da vitória de Triple H sobre Sting no início da noite, o que levou The Rock a entrar no ringue. Após uma troca verbal, McMahon insultou o Rock e deu um tapa em seu rosto, provocando que ele não retaliaria porque não ousaria bater em uma mulher. Rock então trouxe a Campeã Peso Galo Feminina do UFC Ronda Rousey (que estava sentada na frente) para o ringue. Depois que Rousey disse a McMahon que ela "possui todos os ringues em que está", Rock atacou Triple H e Rousey então jogou McMahon e Triple H do ringue, primeiro provocando um armlock em McMahon.
Na penúltima luta, The Undertaker enfrentou Bray Wyatt. Esta foi a primeira aparição de Undertaker desde a WrestleMania XXX. Foi relatado que Wyatt machucou legitimamente o tornozelo no início do dia enquanto se preparava para a luta, resultando em ambos os homens trabalhando em um ritmo lento. Enquanto Wyatt controlava amplamente o ataque, Undertaker foi capaz de executar a maioria de seus movimentos característicos, como "Old School", o big boot e "Snake Eyes". No final da luta, Wyatt chutou para fora de um "Tombstone Piledriver", enquanto Undertaker chutou para fora de "Sister Abigail". No final, Undertaker executou um segundo "Tombstone Piledriver" para vencer a luta, estendendo seu recorde para 22-1.

### Evento principal

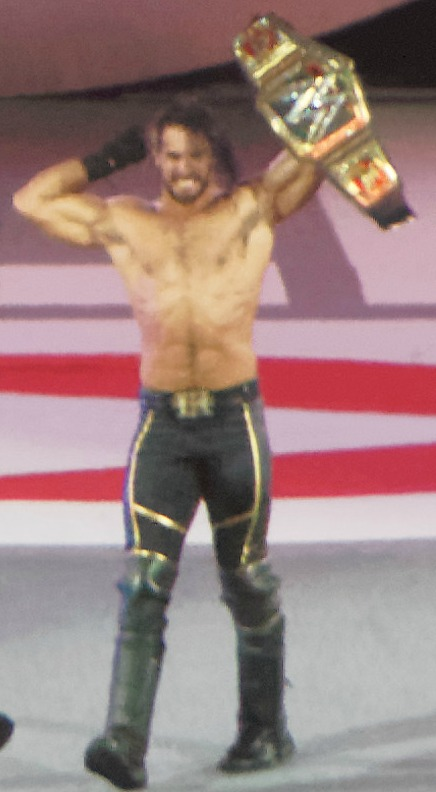
Seth Rollins trocou seu contrato Money in the Bank para sair da WrestleMania 31 como Campeão Mundial dos Pesos Pesados da WWE

No evento principal, Brock Lesnar (com Paul Heyman) defendeu o Campeonato Mundial dos Pesos Pesados da WWE contra Roman Reigns. No primeiro minuto, Lesnar executou um German Suplex e um F-5 em Reigns. Lesnar também sofreu dois pequenos cortes de Reigns (em uma bochecha e depois no queixo), mas passou a dominar os dez minutos seguintes com joelhadas e vários suplexes (Fisherman, German, Overhead Belly-to-Belly, Vertical e Snap), levando Lesnar a gritar "Suplex City, vadia!" (dando origem ao apelido de "O Prefeito de Suplex City"). Lesnar executou um segundo F-5 em Reigns para uma quase queda. Lesnar tirou as luvas de MMA e deu quatro tapas em Reigns. Isso fez com que Reigns sangrasse um pouco pela boca. Lesnar então executou mais três Suplexes alemães e um terceiro F-5 nele para uma quase queda. Após uma longa dominação de Lesnar, uma virada veio por volta dos 12 minutos, quando a dupla estava fora do ringue: Reigns empurrou Lesnar para uma trave do ringue, fazendo-o sangrar na testa. De volta ao ringue, depois que Lesnar mal evitou ser contado, Reigns deu três Superman Punches e dois Spears nele para uma quase queda. Lesnar rebateu outro Superman Punch com um quarto F-5 em Reigns, mas falhou em seguir com uma cobertura.
Enquanto os dois homens ainda estavam caídos, Seth Rollins correu para o ringue com sua maleta do Money in the Bank e descontou seu contrato, tornando a partida de simples uma luta de trios e a primeira vez na história um contrato do Money in the Bank foi descontado durante uma partida. Rollins chutou Reigns para fora do ringue e executou um Curb Stomp em Lesnar. Rollins tentou um segundo Curb Stomp em Lesnar, que rebateu levantando-o em preparação para um F-5, mas Reigns executou um terceiro Spear em Lesnar, que salvou Rollins. Enquanto Lesnar saía do ringue, Rollins capitalizou com um Curb Stomp em Reigns para ganhar o título por pinfall. Após a luta, Rollins correu de volta pela rampa de entrada e comemorou com o cinturão do título, enquanto a WWE apelidou essa vitória de "O Golpe do Século".

## Recepção
A WWE afirmou que o show foi o evento da WWE de maior bilheteria de todos os tempos, gerando uma receita de $ 12,6 milhões. A WWE também reivindicou um número de público de 76.976. No entanto, Dave Meltzer do Wrestling Observer Newsletter relatou um comparecimento de 67.000 pessoas, e disse durante a segunda luta do card principal que havia "na verdade muitos assentos vazios em todo o estádio", principalmente no andar superior.
O evento recebeu elogios de fãs e críticos. John Powell, do Canadian Online Explorer, deu ao evento uma classificação perfeita de 10 em 10 estrelas, chamando-o de "o melhor Mania de todos os tempos", com o evento principal entre Brock Lesnar, Roman Reigns e Seth Rollins classificado com 8,5 estrelas em 10. Sting vs. Triple H recebeu a classificação mais alta de 9 estrelas em 10, e Undertaker vs. Bray Wyatt foi classificado com 8 estrelas em 10.
Em sua reportagem ao vivo do evento, Dave Meltzer do Wrestling Observer Newsletter descreveu o evento como "um dos melhores shows que já vi. Várias lutas excelentes, um ângulo matador e muito pouco que não fosse bom". Ele também elogiou o envolvimento de Ronda Rousey. No geral, ele afirmou que o WrestleMania 31 foi "um dos WrestleManias mais equilibrados da história porque não houve uma partida ruim. Mas também não teve nada perto de uma partida do ano ou candidato a melhor partida de Mania".
Jack De Menezes, do The Independent, disse: "Vai cair como uma das, senão a maior WrestleMania de todos os tempos. Desde a reunião da NWO, até The Rock se unindo a Ronda Rousey e o incrível 'RKO do nada' de Randy Orton, quase todas as lutas entregou um espetáculo adequado para o Maior Palco de Todos".

## Resultados
| Nº                                          | Resultados | Estipulações | Tempo |
| ------------------------------------------- | --- | --- | ----- |
| Pré- show                                   | Tyson Kidd e Cesaro (c) (com Natalya) derrotaram The New Day (Big E e Kofi Kingston) (com Xavier Woods), Los Matadores (Diego e Fernando) (com El Torito) e The Usos (Jey Uso e Jimmy Uso) (com Naomi) | Luta de quatro duplas pelo Campeonato de Duplas da WWE                                                                      | 9:58  |
| Pré- show                                   | Big Show venceu ao eliminar por último Damien Mizdow | Battle royal pelo troféu em memória de André the Giant                                                                      | 18:05 |
| 1                                           | Daniel Bryan derrotou Bad News Barrett (c), R-Truth, Dean Ambrose, Luke Harper, Dolph Ziggler e Stardust                                                                                               | Luta de escadas pelo Campeonato Intercontinental da WWE                                                                     | 13:47 |
| 2                                           | Randy Orton derrotou Seth Rollins (com Jamie Noble e Joey Mercury) | Luta individual | 13:15 |
| 3                                           | Triple H derrotou Sting | Luta individual decidida apenas por pinfall ou submissão                                                                    | 18:36 |
| 4                                           | AJ Lee e Paige derrotaram The Bella Twins (Brie Bella e Nikki Bella) por submissão | Luta de duplas | 6:42  |
| 5                                           | John Cena derrotou Rusev (c) (com Lana) | Luta individual pelo Campeonato dos Estados Unidos da WWE                                                                   | 14:31 |
| 6                                           | The Undertaker derrotou Bray Wyatt | Luta individual | 15:12 |
| 7                                           | Seth Rollins derrotou Brock Lesnar (c) (com Paul Heyman) e Roman Reigns | Luta Triple Threat pelo Campeonato Mundial dos Pesos-Pesados da WWE; Rollins descontou o seu contrato do Money in the Bank. | 16:43 |
| (c) – Refere-se aos campeões antes da luta. | | |       |

1. ↑  Os outros participantes foram (em ordem de eliminação): Curtis Axel, Adam Rose, Fandango, Alex Riley, Zack Ryder, Bo Dallas, Hideo Itami, Diego, Fernando, Sin Cara, Tyson Kidd, Mark Henry, Konnor, Viktor, Darren Young, Heath Slater, Titus O'Neil, Jack Swagger, Big E, Xavier Woods, Kofi Kingston, Erick Rowan, Goldust, Kane, Jimmy Uso, Cesaro, Ryback, The Miz e Damien Mizdow.
2. ↑  A luta originalmente era um confronto apenas entre Lesnar e Reigns, porém Rollins descontou seu contrato do Money in the Bank durante o combate, transformando-o em uma luta triple threat.